# Circuito Sudamericano de Seven Femenino 2013-14
El Circuito Sudamericano de Seven Femenino del 2013-14 fue la primera de dos series de torneos de selecciones de rugby 7 organizada por la Confederación Sudamericana de Rugby (CONSUR).
La idea fue fijar las etapas en algunos sevens tradicionales del verano sudamericano pero compitiendo por separado al de clubes. En un principio se manejó como posibilidad jugar en Porto Alegre, Punta del Este, Mendoza y Viña del Mar, aunque solo este último se mantuvo para el circuito masculino y al que se le sumó el de Corrientes y el de Mar del Plata; mientras que en el circuito femenino solo contó de dos etapas: Paraná y Mar del Plata.

## Itinerario
| Itinerario de la temporada 2013-14 | Itinerario de la temporada 2013-14 | Itinerario de la temporada 2013-14              | Itinerario de la temporada 2013-14 | Itinerario de la temporada 2013-14 |
| Seven                              | Año                                | Sede                                            | Fecha                              | Ganador                            |
| ---------------------------------- | ---------------------------------- | ----------------------------------------------- | ---------------------------------- | ---------------------------------- |
| Seven de la República              | 2013                               | Club Atlético Estudiantes, Paraná               | 13 y 14 de diciembre de 2013       | Argentina                          |
| Seven de Mar del Plata             | 2014                               | Estadio de atletismo Justo Román, Mar del Plata | 11 y 12 de enero de 2014           | Argentina                          |

### Posiciones
Ubicación de las selecciones en cada torneo.
| Selección | República | Mar del Plata |
| --------- | --------- | ------------- |
| Argentina | 1º        | 1º            |
| Chile     | 4º        | 4º            |
| Paraguay  | 3º        | 3º            |
| Perú      | 5º        | no jugó       |
| Uruguay   | 2º        | 2º            |

#### Seven de Paraná 2013
El Seven de Paraná fue la primera etapa del femenino, la selección argentina ganó los 4 partidos y resultó vencedora. Como es tradicional se jugó la etapa completa en las instalaciones del Club Atlético Estudiantes en Paraná, Argentina.
| 13 de diciembre | Argentina | 31 - 0 | Paraguay |  |  |
| 1               |           |        |          |  |  |

| 13 de diciembre | Chile | 17 - 0 | Perú |  |  |
| 2               |       |        |      |  |  |

| 13 de diciembre | Chile | 5 - 15 | Uruguay |  |  |
| 3               |       |        |         |  |  |

| 13 de diciembre | Argentina | 41 - 0 | Perú |  |  |
| 4               |           |        |      |  |  |

| 13 de diciembre | Uruguay | 36 - 0 | Paraguay |  |  |
| 5               |         |        |          |  |  |

| 14 de diciembre | Uruguay | 33 - 5 | Perú |  |  |
| 6               |         |        |      |  |  |

| 14 de diciembre | Paraguay | 10 - 7 | Chile |  |  |
| 7               |          |        |       |  |  |

| 14 de diciembre | Argentina | 27 - 0 | Chile |  |  |
| 8               |           |        |       |  |  |

| 14 de diciembre | Perú | 0 - 24 | Paraguay |  |  |
| 9               |      |        |          |  |  |

| 14 de diciembre | Argentina | 26 - 5 | Uruguay |  |  |
| 10              |           |        |         |  |  |

#### Seven de Mar del Plata 2014
En Mar del Plata se enfrentaron Argentina, Chile, Paraguay y Uruguay en cuadrangular desarrollado en el Estadio de atletismo Justo Román al igual que el seven de varones. En semifinales Argentina venció a Paraguay y Uruguay a Chile. Las pumas ganaron la etapa al vencer a Las Teras.
| 11 de enero 17:40 | Uruguay | 14 - 5 | Paraguay |  |  |
| 1                 |         |        |          |  |  |

| 11 de enero 18:00 | Argentina | 22 - 5 | Chile |  |  |
| 2                 |           |        |       |  |  |

| 11 de enero 21:10 | Uruguay | 38 - 0 | Chile |  |  |
| 3                 |         |        |       |  |  |

| 11 de enero 21:30 | Argentina | 17 - 5 | Paraguay |  |  |
| 4                 |           |        |          |  |  |

| 12 de enero 17:20 | Chile | 15 - 12 | Paraguay |  |  |
| 5                 |       |         |          |  |  |

| 12 de enero 17:40 | Argentina | 32 - 0 | Uruguay |  |  |
| 6                 |           |        |         |  |  |

| 12 de enero 19:20 | Argentina | 22 - 0 | Paraguay |  |  |
| 7                 |           |        |          |  |  |

| 12 de enero 19:40 | Uruguay | 22 - 0 | Chile |  |  |
| 8                 |         |        |       |  |  |

| 12 de enero 21:20 | Paraguay | 10 - 5 | Chile |  |  |
| 9                 |          |        |       |  |  |

##### Final
| 12 de enero 22:20 | Argentina | 38 - 0 | Uruguay |                               |  |
|                   |           |        |         | Árbitro(s): Laurena Papaterra |  |
| 10                |           |        |         |                               |  |